# Голландейл (Міннесота)
Голландейл (англ. Hollandale) — місто (англ. city) в США, в окрузі Фріборн штату Міннесота. Населення — 308 осіб (2020).

## Географія
Голландейл розташований за координатами 43°45′35″ пн. ш. 93°12′20″ зх. д. / 43.75972° пн. ш. 93.20556° зх. д. (43.759778, -93.205591).  За даними Бюро перепису населення США в 2010 році місто мало площу 1,13 км², з яких 1,13 км² — суходіл та 0,00 км² — водойми.

## Демографія
Згідно з переписом 2010 року, у місті мешкали 303 особи в 128 домогосподарствах у складі 81 родини. Густота населення становила 269 осіб/км².  Було 146 помешкань (129/км²).
Расовий склад населення:
| - 96,4 % — білих - 2,6 % — осіб інших рас |

До двох чи більше рас належало 1,0 %. Частка іспаномовних становила 9,6 % від усіх жителів.
За віковим діапазоном населення розподілялося таким чином: 26,7 % — особи молодші 18 років, 56,1 % — особи у віці 18—64 років, 17,2 % — особи у віці 65 років та старші. Медіана віку мешканця становила 38,8 року. На 100 осіб жіночої статі у місті припадало 113,4 чоловіків;  на 100 жінок у віці від 18 років та старших — 93,0 чоловіків також старших 18 років.
Середній дохід на одне домашнє господарство  становив 63 986 доларів США (медіана — 45 000), а середній дохід на одну сім'ю — 79 689 доларів (медіана — 62 083). Медіана доходів становила 56 250 доларів для чоловіків та 32 292 долари для жінок. За межею бідності перебувало 15,2 % осіб, у тому числі 15,8 % дітей у віці до 18 років та 17,4 % осіб у віці 65 років та старших.
Цивільне працевлаштоване населення становило 122 особи. Основні галузі зайнятості: роздрібна торгівля — 23,0 %, виробництво — 20,5 %, освіта, охорона здоров'я та соціальна допомога — 16,4 %.